# Pseudomonocelis cavernicola
Pseudomonocelis cavernicola är en plattmaskart som beskrevs av Schockaert och Martens 1987. Pseudomonocelis cavernicola ingår i släktet Pseudomonocelis och familjen Monocelididae.
Artens utbredningsområde är Indiska oceanen. Inga underarter finns listade i Catalogue of Life.